# Passage du Havre
Die Passage du Havre, nach der französischen Stadt Le Havre benannt, ist eine überdachte Ladenpassage mit Glasdach aus der Mitte des 19. Jahrhunderts im 9. Arrondissement in Paris.  

## Lage
Die Passage du Havre befindet sich zwischen 69, rue Caumartin und 109, rue Saint-Lazare, in einem Geschäftsviertel in der Nähe der großen Kaufhäuser. Weitere Passagen befinden sich in ihrer Nähe: Passage Jouffroy (9. Arrondissement), Passage Verdeau (9. Arrondissement) und Passage Puteaux (8. Arrondissement).
Saint-Lazare und Havre – Caumartin  sind die nächsten Metrostationen der ,  und . Die Nähe zum Vorortbahnhof Saint-Lazare hat den Bau der Passage begünstigt.

## Namensursprung
Der Name wurde wegen der Nähe zur Rue du Havre gegeben. Straße und Passage beziehen sich auf die gleichnamige Stadt an der Seinemündung.

## Geschichte
Die Passage wurde 1845 auf einem Gelände errichtet, das den Adligen Fouquel, Selles, Doux und Durand-Billion gehörte. Sie wurde mit «ordonnance de police» vom 7. September 1846 unter dem Namen Passage du Chantier de Tivoli eröffnet.
Heute ist die Passage du Havre die am stärksten frequentierte Passage von Paris, da sie zwischen dem Bahnhof Saint-Lazare und den großen Kaufhäusern Printemps und Galeries Lafayette liegt und sowohl von den einkaufenden Passanten als auch von den im Viertel arbeitenden Angestellten als Verbindungsweg genutzt wird. Der komplette Umbau in den 1990er Jahren gleicht einem Neubau, der nichts von dem alten Dekor bewahrt hat. Auf zwei Etagen befinden sich die Geschäfte bekannter internationaler Einzelhandelskonzerne wie in einem Einkaufszentrum auch. Die Passage ist ein Beispiel dafür, wie eine historische Bausubstanz, die wesentlich prägend war für die Geschichte von Paris im 19. Jahrhundert, durch Immobilienspekulation und unterbliebene rechtzeitige Unterschutzstellung als Denkmal vernichtet wurde.